# ガイザーグランドホテル

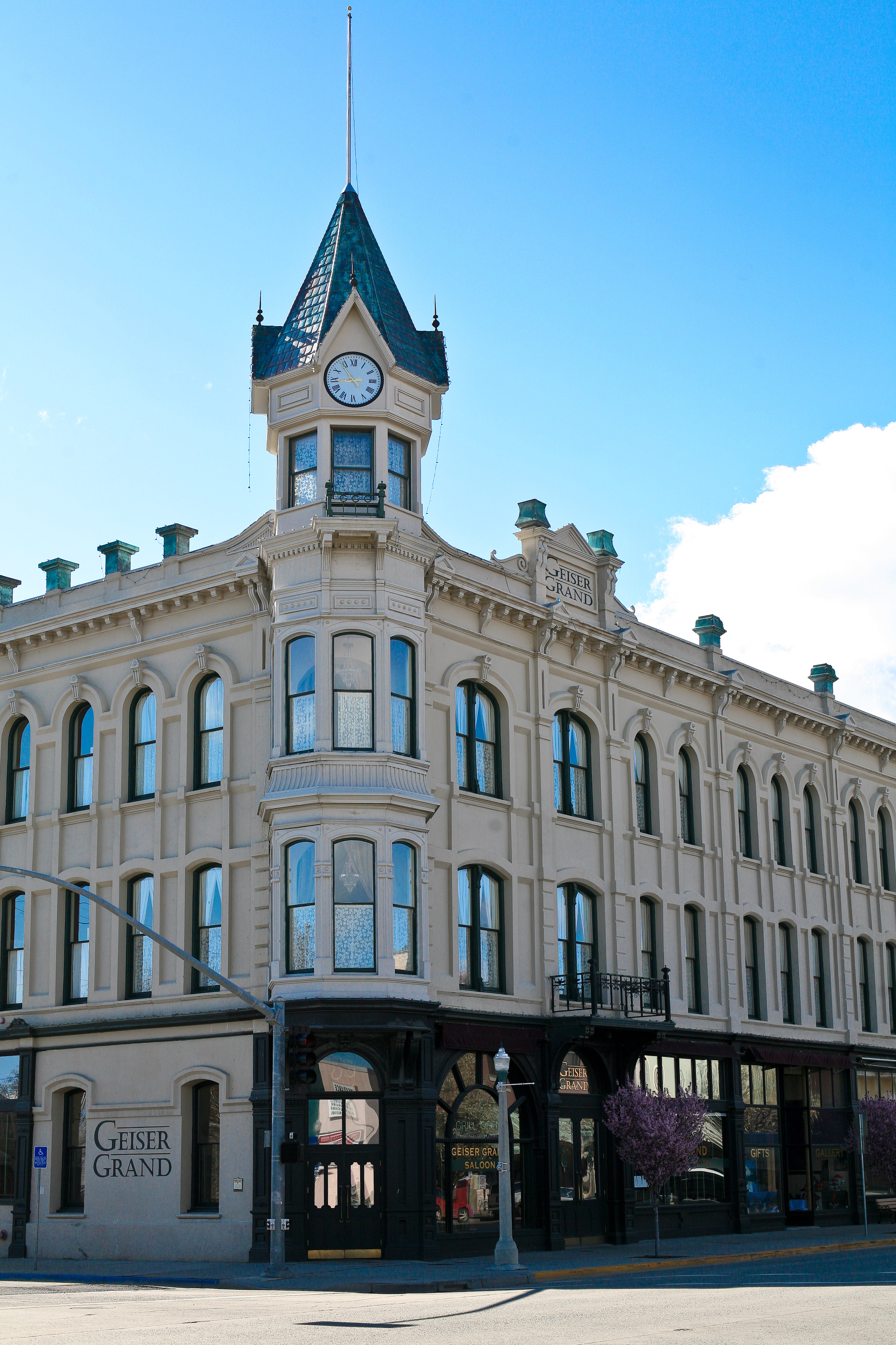

ガイザーグランドホテルは（Geiser Grand Hotel）、アメリカ合衆国オレゴン州ベーカーシティにあるホテルである。1889年に創業され、1993年に改装された。

## デザイン
このホテルは、ジョン・ベネスによってイタリア風のデザインとヴィクトリア王朝風のデザインが混ざった外観になっており、アメリカ合衆国国家歴史登録財に指定されている。

## 備考
多くの観光ガイドは、このホテルに幽霊が出るかもしれないと書いている 。
また、このホテルの地下室には怪奇現象が多発するとの理由で、従業員以外立ち入り禁止になっている食料倉庫がある。この倉庫の奥には、従業員が攻撃性の強い幽霊に襲われそうになったという事例が多数ある為、オーナーを含む一部経営陣のみ立ち入り許可としているエリアもある。これらの理由から、心霊スポットとして各種メディアで紹介される事もある。度々、日本のテレビ番組が”ホテル紹介の企画”ではなく、”心霊現象を捉える検証企画”という形で取材に訪れている。